# Get a Grip Tour
Get a Grip Tour – szósta trasa koncertowa grupy muzycznej Aerosmith, trwająca od 1993 do 1995, obejmująca 230 koncertów.
W 1993 zespół dał 73 koncerty w Ameryce Północnej i 31 w Europie.
W 1994 odbyło się 8 koncertów w Ameryce Południowej, 13 w Japonii, ponownie 31 w Europie (w tym jeden na rozdaniu nagród MTV) oraz 72 w Ameryce Północnej.
W 1995 zespół dał tylko dwa koncerty w klubach w USA.

## Program koncertów
1. „Intro”
2. ”Eat the Rich”
3. „Toys in the Attic”
4. „Fever”
5. „What it Takes”
6. „Amazing”
7. „Rag Doll”
8. „Cryin'”
9. „Mama Kin”
10. „Shut Up and Dance”
11. „Walk on Down”
12. „Janie's Got a Gun”
13. „Love in an Elevator”
14. „Dude (Looks Like A Lady)”
15. „Sweet Emotion”
16. „Dream On”
17. „Livin' on the Edge”
18. „Walk this Way”

## Lista koncertów

### Koncerty w 1993

#### Ameryka Północna – część 1
- 2 czerwca – Topeka, Kansas, USA – Landon Arena
- 4 czerwca – Oklahoma City, Oklahoma, USA – Myriad Convention Center
- 6 czerwca – Omaha, Nebraska, USA – Omaha Civic Auditorium
- 7 czerwca – Sioux Falls, Dakota Południowa, USA – koncerty w Sioux Falls Arena oraz Pomp Room
- 9 czerwca – Rapid City, Dakota Południowa, USA – Rushmore Plaza Civic Center
- 10 czerwca – Billings, Montana, USA – MetraPark Arena
- 12 czerwca – Fargo, Dakota Północna, USA – Fargodome
- 13 czerwca – Minneapolis, Minnesota, USA – Target Center
- 15 czerwca – Cedar Rapids, Iowa, USA – Five Seasons Center
- 16 czerwca – Peoria, Illinois, USA – Peoria Civic Center
- 18 czerwca – Auburn Hills, Michigan, USA – The Palace of Auburn Hills
- 19 czerwca – Mears, Michigan, USA – Val Du Lakes Amphitheatre
- 21 czerwca – Cincinnati, Ohio, USA – Riverbend Music Center
- 22 czerwca – Fort Wayne, Indiana, USA – Allen County War Memorial Coliseum
- 23 czerwca – Noblesville, Indiana, USA – Deer Creek Music Center
- 25 czerwca – Maryland Heights, Missouri, USA – Riverport Amphitheater
- 26 czerwca – Tinley Park, Illinois, USA – World Music Theater
- 28 czerwca – Memphis, Tennessee, USA – Pyramid Arena
- 29 czerwca – Nashville, Tennessee, USA – Starwood Amphitheatre
- 1 lipca – Richfield, Ohio, USA – Richfield Coliseum
- 2 lipca – Burgettstown, Pensylwania, USA – Coca-Cola Star Lake Amphitheatre
- 4 lipca – East Troy, Wisconsin, USA – Alpine Valley Music Theatre
- 14 lipca – Birmingham, Alabama, USA – BJCC Arena
- 15 lipca – Biloxi, Mississippi, USA – Mississippi Coast Coliseum
- 17 lipca – The Woodland, Teksas, USA – Cynthia Woods Mitchell Pavillion
- 18 lipca – Dallas, Teksas, USA – Coca-Cola Starplex Amphitheatre
- 19 lipca – The Woodland, Teksas, USA – Cynthia Woods Mitchell Pavillion
- 21 lipca – Lubbock, Teksas, USA – Lubbock Municipal Coliseum
- 23 lipca – El Paso, Teksas, USA – El Paso County Coliseum
- 24 lipca – Albuquerque, Nowy Meksyk, USA – Tingley Coliseum
- 26 i 27 lipca – Greenwood Village, Kolorado, USA – Fiddler’s Green Amphitheatre
- 29 lipca – Phoenix, Arizona, USA – Compton Terrace Amphitheatre
- 31 lipca – Costa Mesa, Kalifornia, USA – Pacific Amphitheatre
- 1 sierpnia – San Diego, Kalifornia, USA – San Diego Sports Arena
- 3 sierpnia – Paradise, Nevada, USA – Thomas & Mack Center
- 4 sierpnia – Inglewood, Kalifornia, USA – Kia Forum
- 6 sierpnia – Mountain View, Kalifornia, USA – Shoreline Amphitheater
- 7 sierpnia – Sacramento, Kalifornia, USA – California Exposition & State Fair
- 9 sierpnia – Boise, Idaho, USA – BSU Pavillion
- 10 sierpnia – Salt Lake City, Utah, USA – Delta Center
- 12 sierpnia – Portland, Oregon, USA – Memorial Coliseum
- 13 sierpnia – Seattle, Waszyngton, USA – Seattle Center Coliseum
- 16 sierpnia – Edmonton, Kanada – Northlands Coliseum
- 17 sierpnia – Calgary, Kanada – Olympic Saddledome
- 26 i 27 sierpnia – Mansfield, Massachusetts, USA – Great Woods
- 29 sierpnia – Ottawa, Kanada – Landsdowne Park Stadium
- 30 sierpnia – Toronto, Kanada – CNE Center
- 2 września – Universal City, Kalifornia, USA – Universal Amphitheatre
- 4 i 5 września – Wantagh, Nowy Jork, USA – Jones Beach Amphitheatre
- 6 września – Foxborough, Massachusetts, USA – Foxboro Stadium
- 7 września – Binghamton, Nowy Jork, USA – Broome County Veterans Memorial Arena
- 8 września – Corfu, Nowy Jork, USA – Darien Lake
- 10 września – Landover, Maryland, USA – US Air Arena
- 11 września – East Rutherford, New Jersey, USA – Meadowlands Sports Complex
- 13 września – Providence, Rhode Island, USA – Providence Civic Center
- 17 września – Filadelfia, Pensylwania, USA – The Spectrum
- 18 września – Albany, Nowy Jork, USA – Knickerbocker Arena
- 21 września – Amherst, Massachusetts, USA – Mullins Center
- 22 września – Filadelfia, Pensylwania, USA – The Spectrum
- 24 września – Charlotte, Karolina Północna, USA – Charlotte Coliseum
- 25 września – Raleigh, Karolina Północna, USA – Walnut Creek Amphitheater
- 28 września – Roanoke, Wirginia, USA – Roanoke Civic Center
- 29 września – Hampton, Wirginia, USA – Hampton Coliseum
- 1 października – Columbia, Karolina Południowa, USA – Carolina Coliseum
- 2 października – Atlanta, Georgia, USA – Lakewood Amphitheater
- 9 października – Nowy Jork, Nowy Jork, USA – występ w programie Saturday Night Live

#### Europa
- 21 października – Sheffield, Anglia – Sheffield Arena
- 23 i 24 października – Solihull, Anglia – National Exhibition Centre
- 26 października – Londyn, Anglia – występ w programie MTV's Most Wanted
- 27 października – Dublin, Irlandia – Point Theatre
- 29 października – Glasgow, Szkocja – SECC
- 31 października – Bruksela, Belgia – Forest National
- 1 listopada – Rotterdam, Holandia – Ahoy Rotterdam
- 4 listopada – Barcelona, Hiszpania – Palau des Esports de Barcelona
- 6 listopada – San Sebastián, Hiszpania – Velodromo de Anoeta
- 8 listopada – Paryż, Francja – Palais Omnisports de Paris-Bercy
- 10 listopada – Norymberga, Niemcy – Frankenhalle
- 11 listopada – Berlin, Niemcy – Deutschlandhalle
- 13 listopada – Budapeszt, Węgry – Budapest Sportcsarnok
- 15 listopada – Monachium, Niemcy – Olympiahalle
- 17 listopada – Zurych, Szwajcaria – Hallenstadion
- 18 listopada – Mediolan, Włochy – Palatrussardi
- 20 listopada – Metz, Francja – Galaxie Amneville
- 22 listopada – Stuttgart, Niemcy – Hanns-Martin-Schleyer-Halle
- 23 listopada – Dortmund, Niemcy – Westfalenhalle
- 25 listopada – Frankfurt, Niemcy – Festhalle Frankfurt
- 26 listopada – Oldenburg, Niemcy – EWE Arena
- 28 listopada – Malmö, Szwecja – Malmö Isstadion
- 29 listopada – Oslo, Norwegia – Oslo Spektrum
- 1 grudnia – Helsinki, Finlandia – Helsinki Ice Hall
- 3 grudnia – Sztokholm, Szwecja – Ericsson Globe
- 7, 8 i 9 grudnia – Londyn, Anglia; 7 i 8 grudnia – Wembley Arena, 9 grudnia – Hard Rock Café

#### Ameryka Północna – część 2
- 28 grudnia – Halifax, Nowa Szkocja, Kanada – Metro Center
- 29 grudnia – Saint John, Nowy Brunszwik, Kanada – Harbour Station
- 31 grudnia – Boston, Massachusetts, USA – Boston Garden

### Koncerty w 1994

#### Ameryka Północna – część 1
- 29 i 30 lipca – Montreal, Kanada – The Forum
- 1 sierpnia – Stowe, Vermont, USA – Stowe Mountain Performing Arts Center
- 3 sierpnia – Richfield, Ohio, USA – Richfield Coliseum
- 5 sierpnia – Milwaukee, Wisconsin, USA – Marcus Amphitheatre
- 6 sierpnia – Tinley Park, Illinois, USA – World Music Theatre
- 8 sierpnia – Syracuse, Nowy Jork, USA – War Memorial Auditorium
- 10 sierpnia – Hershey, Pensylwania, USA – Hersheypark Stadium
- 11 sierpnia – New Haven, Connecticut, USA – Veterans Memorial Coliseum
- 13 sierpnia – Saugerties, Nowy Jork, USA – występ na festiwalu Woodstock ’94
- 15 sierpnia – Scranton, Pensylwania, USA – Montage Mountain P.A.C.
- 17 sierpnia – Filadelfia, Pensylwania, USA – The Spectrum
- 19 i 20 sierpnia – Mansfield, Massachusetts, USA – Great Woods
- 22 sierpnia – Old Orchard Beach, Maine, USA – Seashore Performings Arts Center
- 24 sierpnia – Ottawa, Kanada – Landsdowne Park
- 26 sierpnia – Largo, Maryland, USA – USAir Arena
- 27 sierpnia – Burgettstown, Pensylwania, USA – Star Lake Amphitheater
- 29 i 30 sierpnia – Wantagh, Nowy Jork, USA – Jones Beach Amphitheatre
- 2 września – Atlanta, Georgia, USA – Lakewood Amphitheatre
- 3 i 6 września – Antioch, Tennessee, USA – Starwood Amphitheater
- 8 września – Nowy Jork, Nowy Jork, USA – występ w programie 1994 MTV Music Video Awards
- 16 września – Raleigh, Karolina Północna, USA – Walnut Creek Amphitheater
- 17 września – Charlotte, Karolina Północna, USA – Blockbuster Pavillion
- 19 września – Richmond, Wirginia, USA – Classic Amphitheatre at Strawberry Hill
- 21 września – Columbus, Ohio, USA – Polaris Amphitheater
- 23 września – Noblesville, Indiana, USA – Deer Creek Music Theater
- 24 września – Auburn Hills, Michigan, USA – Palace of Auburn Hills
- 26 września – Maryland Heights, Missouri, USA – Riverport Amphitheater
- 28 września – Bonner Springs, Kansas, USA – Sandstone Amphitheater
- 30 września – Houston, Teksas, USA – The Summit
- 1 października – Austin, Teksas, USA – Southpark Meadows
- 3 października – Dallas, Teksas, USA – Starplex Amphitheater
- 5 października – Denver, Kolorado, USA – McNichols Sports Arena
- 7 października – Sacramento, Kalifornia, USA – California Exposition Amphitheater
- 8 października – Mountain View, Kalifornia, USA – Shoreline Amphitheater
- 10 października – Reno, Nevada, USA – Lawlor Events Center
- 12 października – Las Vegas, Nevada, USA – Thomas & Mack Arena
- 14 października – Phoenix, Arizona, USA – Desert Sky Pavillion
- 15 października – Devore, Kalifornia, USA – Blockbuster Pavillion
- 17 października – Mountain View, Kalifornia, USA – Shoreline Amphitheater
- 22 października – Portland, Oregon, USA – Memorial Coliseum
- 24 października – Vancouver, Kolumbia Brytyjska, Kanada – Pacific Coliseum
- 25 października – Tacoma, Waszyngton, USA – Tacoma Dome

#### Ameryka Południowa
- 13 listopada – Santiago, Chile – Velodromo del Estadio Nacional
- 16 listopada – Cordoba, Argentyna – Chateau Carreras Stadium
- 18 i 19 listopada – Buenos Aires, Argentyna – Velez Sarsfield Stadium

#### Europa
- 24 listopada – Berlin, Niemcy – występ na rozdaniu nagród MTV Europe Music Awards

#### Ameryka Północna – część 2
- 1 grudnia – Cleveland, Ohio, USA – Gund Arena
- 3 grudnia – Louisville, Kentucky, USA – Freedom Hall
- 4 grudnia – Auburn Hills, Michigan, USA – Palace of Auburn Hills
- 6 grudnia – Chicago, Illinois, USA – United Center
- 8 grudnia – Minneapolis, Minnesota, USA – Target Center
- 10 grudnia – Filadelfia, Pensylwania, USA – The Spectrum
- 12 grudnia – Buffalo, Nowy Jork, USA – Memorial Auditorium
- 13 grudnia – Toronto, Kanada – The Skydome
- 15 grudnia – Worcester, Massachusetts, USA – The Centrum
- 16 grudnia – East Rutherford, New Jersey, USA – Brendan Byrne Arena
- 18 grudnia – Albany, Nowy Jork, USA – Knickerbocker Arena
- 19 grudnia – Boston, Massachusetts, USA – Mama Kin's Music Hall

### Koncerty w 1995
- 9 listopada – Cambridge, Massachusetts, USA – Middle East Club
- 10 listopada – Boston, Massachusetts, USA – Mama Kin's Music Hall